# (6503) 1994 CP
(6503) 1994 CP es un asteroide perteneciente al cinturón de asteroides, región del sistema solar que se encuentra entre las órbitas de Marte y Júpiter, descubierto el 4 de febrero de 1994 por Seiji Ueda y el astrónomo Hiroshi Kaneda desde el Kushiro Marsh Observatory, Hokkaido, Japón.

## Designación y nombre
Designado provisionalmente como 1993 1994 CP.

## Características orbitales
1994 CP está situado a una distancia media del Sol de 2,847 ua, pudiendo alejarse hasta 2,940 ua y acercarse hasta 2,754 ua. Su excentricidad es 0,033 y la inclinación orbital 2,935 grados. Emplea 1754,35 días en completar una órbita alrededor del Sol.

## Características físicas
La magnitud absoluta de 1994 CP es 13,35. 